# Ciutat Meridiana
Ciutat Meridiana este un cartier din districtul 8, Nou Barris, al orasului Barcelona.